# John Brown (clérigo)
John Brown (Whitburn, Linlithgowshire, 12 de julho de 1784 — 13 de outubro de 1858), teólogo e autor religioso escocês e neto de John Brown de Haddington.